# Авиационный корпус «Тунис»
Авиационный корпус «Тунис» (нем. Fliegerkorps Tunis) — соединение люфтваффе, действовавшее на территории Туниса во время Второй мировой войны.

## История
Корпус был сформирован 12 февраля 1943 года в подчинении 2-го воздушного флота (Luftflotte 2) на основе авиационных командований «Африка» (Fliegerführer Afrika), 1 (Fliegerführer 1), 2 (Fliegerführer 2), 3 (Fliegerführer 3) и «Габес» (Fliegerführer Gabes). Штаб корпуса сначала находился в Ла Фоконнери (La Fauconnerie) северо-западнее города Сфакс, а 1 апреля 1943 года переместился в город Тунис. В мае 1943 года авиакорпус прекратил существование в связи с капитуляцией немецких и итальянских войск в Тунисе.

## Командование
- Командующий корпусом — генерал Ганс Зайдеманн (Hans Seidemann) — с 12 марта 1943 года
- Начальник штаба — майор Людвиг Фукс (Ludwig Fuchs)

## Состав
- 51-я истребительная эскадра (Jagdgeschwader 51)
- 53-я истребительная эскадра (Jagdgeschwader 53)
- 77-я истребительная эскадра (Jagdgeschwader 77)
- 2-я ночная истребительная эскадра (Nachtjagdgeschwader 2)
- 26-я эскадра тяжелых истребителей (Zerstörergeschwader 26)
- 3-я эскадра пикирующих бомбардировщиков (Sturzkampfgeschwader 3)
- 1-я штурмовая эскадра (Schlachtgeschwader 1)
- 4-я штурмовая эскадра (Schlachtgeschwader 4)